# Fenny Heemskerk
Fenny Heemskerk (hivatalos neve: Fenna Heemskerk), (Amszterdam, 1919. december 3. – Amersfoort, 2007. június 8.) holland női sakknagymester (1977), ötszörös világbajnokjelölt, tízszeres holland női bajnok.
1950-ben az első nők között kapta meg a női nemzetközi mesteri címet, 1977-ben korábbi kimagasló eredményei alapján női nagymester címet adományozott neki a Nemzetközi Sakkszövetség.
1940. január 3-án házasodott össze Wim Koomen (1910−1989) holland sakkmesterrel, és még abban az évben megszületett lányuk, Fenny. Fenny Koomen később szintén erős holland sakkozónő lett, női nemzetközi mester címet szerzett. Házasságuk 1944-ben felbomlott.

## Élete és sakkpályafutása
Gerrit Heemskerk kereskedő (1894−1957) és Martina Reiniera Ochse (1894−1964) virágbolti elárusítónő egyetlen gyermeke volt. Apja szenvedélyesen szeretett biliárdozni és sakkozni. Ő tanította meg a lányát a sakklépésekre 12 éves korában. 1935-ben, amikor Max Euwe világbajnok lett, Hollandiában nagyon népszerűvé vált a sakk. Egy évvel később édesanyja és Fenny Heemskerk elindult Amszterdam sakkbajnokságán, amelyen rögtön a második helyet szerezte meg.
1937-ben, 17 évesen megnyerte Amszterdam bajnokságát és a holland bajnokságot is, melynek során 4,5−0,5 arányban győzte le a kétszeres holland bajnoknő Catharina Roodzantot. 1938-ban Catharina Roodzant visszaszerezte tőle a holland bajnoki címet, és ezzel 1935 és 1936 után harmadszor szerezte meg az elsőséget, ezt követően azonban az 1939−1958 közötti nyolc holland női bajnokságon zsinórban Heemskerk szerezte meg az első helyet, és mivel nem minden évben rendeztek bajnokságot, húsz éven keresztül viselhette a holland bajnoki címet. Tizedik holland bajnoki címét 1961-ben ünnepelhette.

## Szereplései a világbajnokságokon

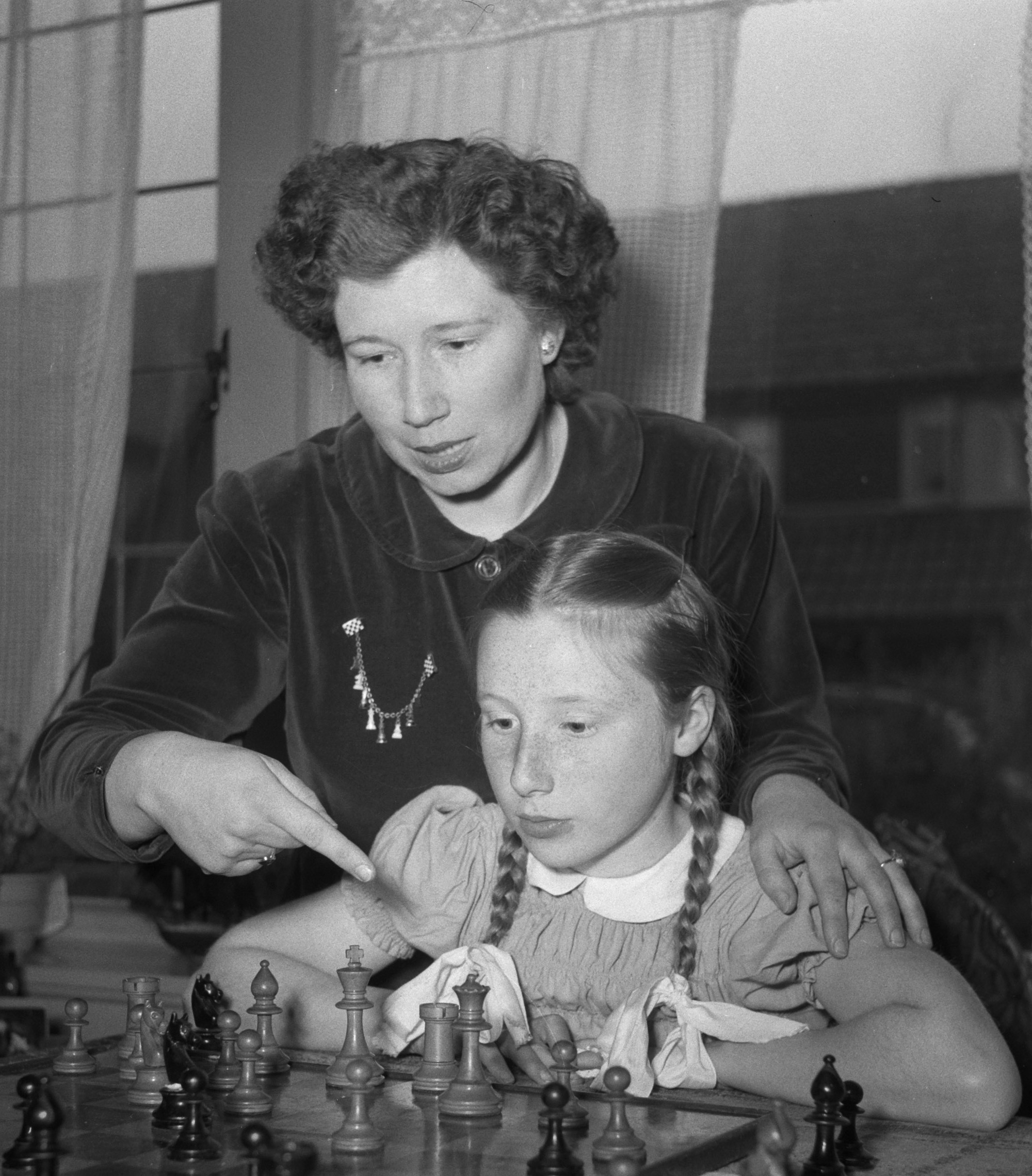
Fenny Heemskerk a lányával 1951-ben

A világbajnok Vera Menchik kihívásának jogáért 1939. februárban négyjátszmás párosmérkőzést vívott Sonja Graffal, amelyet 4−0 arányban elvesztett. Az 1939-es sakkvilágbajnokságra az előző évi bajnokot, Catharina Roodzantot nevezték, így először csak a második világháborút követő első női sakkvilágbajnokságon vehetett részt, amelyen csak a nyolcadik helyet szerezte meg, de az elsőség kérdésébe is beleszólóan legyőzte a később, 1956-ban a világbajnoki címet is megszerző Olga Rubcovát.
Résztvevője volt az 1953-as női sakkvilágbajnokságnak, amely az első olyan volt a sakk történetében, ahol a világbajnoki döntőt egy világbajnokjelölti verseny előzte meg. A verseny győztese szerzett jogot arra, hogy kihívja a regnáló világbajnokot, Ljudmila Rugyenkót. Az 1952-ben Moszkvában rendezett világbajnokjelölti versenyen Heemskerk a később világbajnoki címet is megszerző győztes Jelizaveta Bikova, valamint a harmadik és negyedik helyezett ellen is győzni tudott, és végül a 18 induló között a 2. helyen végzett.
Az 1954–1956-os világbajnoki ciklusban 1955-ben ismét Moszkvában rendezték a világbajnokjelöltek versenyét, és a 18 résztvevős tornán a 9. helyet szerezte meg. Ezúttal is beleszólt az elsőség kérdésébe, miután legyőzte a győzelmet megszerző Olga Rubcova mögött mindössze egy ponttal lemaradó német Edith Keller-Hermannt.
Az 1960–1962-es világbajnoki ciklusban az 1961-ben Vrnjacka Banján rendezett világbajnokjelölti versenyen csak a 15. helyen végzett, de itt is volt egy nagy győzelme az előző világbajnokságon döntőt játszó Kira Zvorikina ellen.
Utoljára az 1967–1969-es világbajnoki ciklusban vett részt a világbajnokjelöltek versenyén. Az 1967-ben Szabadkán rendezett 18 résztvevős világbajnokjelölti versenyen a 13. helyet szerezte meg, de ezúttal is legyőzte az első helyezettet, Alla Kusnyirt.

## Szereplései a sakkolimpiákon
1957−1969 között négy sakkolimpián vett részt Hollandia női csapatának tagjaként. A csapat legjobb eredménye az 1966-os olimpián elért 5. helyezés volt. 1963-ban és 1966-ban egyéni teljesítménye a 6. legjobb volt a tábláján. A négy olimpián összesen 23 játszmát játszott, ebből nyolcat megnyert, kilenc döntetlenül végződött, és hat alkalommal szenvedett vereséget, amely 54,3%-os teljesítmény.

## További kiemelkedő versenyeredményei

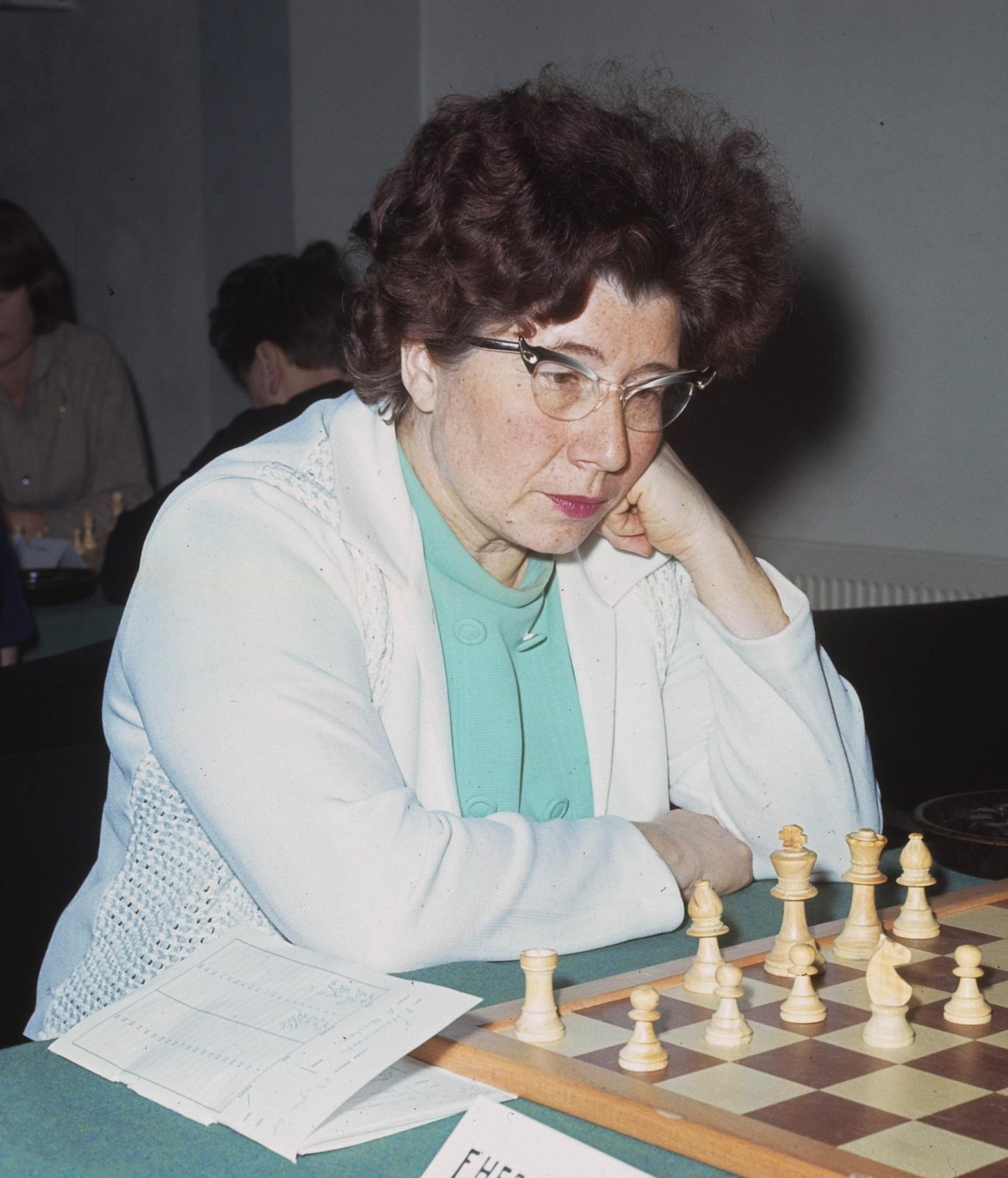
Fenny Heemskerk 1968-ban

1959-ben az első helyen végzett Amszterdamban,
1961-ben a 2. helyen végzett a beverwijki hagyományos női nemzetközi mesterversenyen. 1968-ban Karakas Éva és a román Nicolau mögött a 3. helyet szerezte meg Ulánbátorban a nemzetközi női sakkversenyen. 1970-ben, 51 éves korában megnyerte a Lengyelországban rendezett nemzetközi versenyt.
Szinte élete végéig résztvevője volt a nemzetközi versenyeknek. Indult 1979-ben a 15. Piotrkow Trybunalski-emlékversenyen, 1980-ban Bydgoszczban, 1989-ben a Moszkvában rendezett nyílt nagymesterversenyen, a Palma de Mallorcán rendezett nyílt versenyen, sőt még 1997-ben, 78 éves korában a Vlissingenben rendezett nyílt versenyen is.

## Tevékenysége a női sakk népszerűsítéséért
A Moszkvában rendezett 1949–50-es női sakkvilágbajnokságon tapasztalta, hogy a szovjet sakkozónőket milyen szisztematikusan készítik fel a versenyekre. Hazatérte után létrehozta a Fenny Heemskerk Trainingsfonds alapítványt, amelynek 1952-ben a holland Lajos herceg lett az elnöke. Az alapítvány célja a női sakkozók elméleti felkészítésének és versenyzésének támogatása volt. Ezért a tevékenységéért, valamint az alapítvány sikeres működéséért kapta 1985-ben az Orange-Nassau rend kitüntetést.

## Egészségi állapota
Válása után nehéz anyagi körülmények közé került. Előbb varrással, majd lakberendezéssel foglalkozott, és naponta járt anyjával Haarlem, Hilversum, Utrecht és Amersfoort piacaira anyja virágait és saját termékeit eladni. A zaklatott életmód miatt az 1950-es években diagnosztizálták nála a mániás depresszió tüneteit. Amikor szedte a gyógyszereit, akkor a tünetek nem jelentkeztek, amikor elhagyta azokat, akkor ingerlékeny és ellenséges lett. Többször kezelték elmegyógyintézetben is. 2007-ben, 88 éves korában egy öregek otthonában hunyt el.

## Díjai, elismerései
- A női sakk elismertetése érdekében végzett tevékenységéért 1985-ben az Orange-Nassau rend kitüntetésben részesült.[24]